# Улица Гоголя (Хабаровск)
Улица Го́голя — улица в Хабаровске, проходит через исторический центр города параллельно руслу Амура от улицы Ленина до улицы Ким Ю Чена.

## История
Проложена в начале XX века, представляла собой границу городской застройки. Историческое название — Гоголевская, названа в честь великого русского писателя Н. В. Гоголя (1809—1852).
Столетий юбилей Н. В. Гоголя (1909) широко отмечался в городе, в связи с ним Хабаровской городской думой принято решение об открытии в городе публичной библиотеки-читальни имени писателя, на её создание и содержание было выделено 2 000 рублей, избран попечитель из купечества.
Видными домовладельцами на улице до революции были крупные Хабаровские предприниматели Рифы. В 1899 году на углу улицы с нынешней площадью им. Ленина было построено каменное здание из красного кирпича для первой хабаровской, Алексеевско-Николаевской, школы. При советской власти в этом здании размещалась средняя школа № 30, а в 1978 году оно было снесено.
17 апреля 1998 года в 22 часа 17 мин. в подъезде своего дома по улице был убит известный в Хабаровске бизнесмен Виктор Клищ.
Сохранившаяся ветхая застройка на улице требует проведения мер по реконструкции. В качестве пилотных проектов рассматриваются проекты комплексного развития территорий в границах улицы Гоголя — Уссурийского бульвара

## Достопримечательности
д. 25 — Дом жилой И. Рифа